# Hankou (stacja kolejowa)
Hankou – stacja kolejowa w Wuhanie, w prowincji Hubei, w Chinach. Znajduje się na terenie dawnego miasta Hankou. Stacja posiada 4 perony.